# 2-я Северная линия
Втора́я Се́верная ли́ния  — улица на севере Москвы в районе Северный Северо-Восточного административного округа справа от Дмитровского шоссе в бывшем посёлке Северный, по которому и названа.

## Расположение
2-я Северная линия начинается от 1-й Северной линии у здания городской больницы № 43, проходит на северо-запад, поворачивает на север, пересекает 7-ю и параллельно 3-й вновь выходит на 1-ю.

## Учреждения и организации
- Дом 7 — библиотека № 207 СВАО.